# إدغام كبير
الإدغام الكبير هو أحد أنواع الإدغام في علم التجويد، ويُقصد به إدغام الحرفين المتقاربين أو المتماثلين بحيث يكون الحرف الأول في آخر كلمة والثاني في بداية الكلمة التالية، ويشترط أن يكون الحرف الأول متحركًا. ويقع الإدغام الكبير غالبًا في رواية البزي عن ابن كثير خاصة.

## الفرق بينه وبين الإدغام الصغير
- الإدغام الكبير: الحرف الأول متحرك، ويقع بين كلمتين.[1]
- الإدغام الصغير: الحرف الأول ساكن، والثاني متحرك، ويقع بين كلمتين أو في كلمة واحدة.[1]

## أنواعه
1. إدغام متماثلين كبير: مثل (قد دخلوا) → تُنطق: "دّخلوا"
2. إدغام متجانسين كبير: مثل (يذهبْ بكم) → تُنطق: "يذبّكم"
3. إدغام متقاربين كبير: مثل (من لدنه) → تُنطق: "ملّدنه"

## مواضعه
الإدغام الكبير لغة من لغات العرب، ومأ في القراءات فلا يُطبق الإدغام الكبير في رواية حفص عن عاصم، بل هو خاص ببعض الروايات الأخرى مثل:
- رواية البزي عن ابن كثير
- رواية السوسي عن أبي عمرو
- وقد يظهر في مصاحف بروايات ورش والدوري في مواضع مخصوصة.[1]

## روابط خارجية
- الإدغام الكبير والصغير والإدغام الكامل والناقص